# Пай-Хой

Пай-Хой на мапі

'Пай-Хой' — старий, дуже зруйнований гірський кряж в центрі Югорського півострова, має довжину близько 200 км від північної частини Полярного Уралу до протоки Югорський Шар. Частина кряжа знаходиться на острові Вайгач, що розділяє Баренцове море і Карське море.
Найвища точка кряжу — гора Морєїз (467 м над рівнем моря). Пай-Хой складений кристаличними сланцями і осадковими пісковиковими породами, мергелями і вапняками. В межах однієї з кристалічних структур зберігся слід імпактного кратера Кара діаметром близько 65 км.
Рослинність представлена каменістою гірською тундрою, нижче на схилах — мохово-лишайникова, травяниста, рідше — чагарникова тундра.. 
Вперше для європейців відкрила хребет Пай-Хой і склала його перший геологічний і біологічний опис науково-дослідницька експедиція під керівництвом Гофмана Ернста Карловича (1847—1853).